# Himeka Tokuhara
Himeka Tokuhara (jap. 德原姫花 Tokuhara Himeka; ur. 5 września 2001) – japońska zapaśniczka walcząca w stylu wolnym. Szósta w Pucharze Świata w 2022. Mistrzyni świata U-23 w 2022 i trzecia w 2024 roku.